# Archidiecezja Pretorii
Archidiecezja Pretorii – archidiecezja metropolitalna Kościoła katolickiego w Republice Południowej Afryki. Została erygowana 9 kwietnia 1948 jako wikariat apostolski. Status archidiecezji uzyskała podczas reformy administracyjnej Kościoła południowoafrykańskiego 11 stycznia 1951. 28 czerwca 1971 zostały jej nadane obecne granice. 